# رودخانه یگوشیخا
رودخانه یگوشیخا (به انگلیسی: Yegoshikha River) رودخانهای است که در روسیه جریان دارد.